# Neolepton antipodum
Neolepton antipodum is een tweekleppigensoort uit de familie van de Neoleptonidae. De wetenschappelijke naam van de soort is voor het eerst geldig gepubliceerd in 1880 door Filhol.